# Холопово (Московская область)
Холопово — деревня в Подольском районе Московской области России. Входит в состав сельского поселения Стрелковское (до середины 2000-х — Стрелковский сельский округ).

## Население
Согласно Всероссийской переписи, в 2002 году в деревне проживало 8 человек (3 мужчины и 5 женщин). По данным на 2005 год в деревне проживало 3 человека.
| 2002 | 2006 | 2010 |
| ---- | ---- | ---- |
| 8    | ↘3   | ↗7   |

## Расположение
Деревня Холопово расположена на левом берегу реки Пахры примерно в 6 км к северо-востоку от центра города Подольска. Ближайшие населённые пункты — деревни Агафоново и Услонь.